# Songa Delta
Songa Delta (поточна назва з 2009; попередні назви: Dyvi Delta [1981–1988], West Delta [1988–2004], Deepsea Delta [2004–2009]) — напівзанурена бурова платформа класу Ocean Ranger, збудована 1981 року компанією Rauma-Repola (Норвегія).

## Назви і власники
- Dyvi Delta [1981–1988],
- West Delta [1988–2004],
- Deepsea Delta [2004–2009], власник — Odfjell Drilling.

З 2009 р. поточний власник — Songa Rig SA (Норвегія, відділення від Songa Offshore SE). Батьківська компанія — Transocean Offshore Deepwater Drilling Inc., оператор офшорного видобутку вуглеводнів.
За весь строк служби платформа виконувала завдання з пошуку і видобутку офшорних вуглеводнів у Північному морі.